# Wafd
Partia Wafd – egipska partia polityczna istniejąca w latach 1919–1952.
Słowo wafd w języku arabskim oznacza delegację. Partia miała profil nacjonalistyczny i powstała po zablokowaniu przez Brytyjczyków działań dążącego do niepodległości Sada Zaghlula i jego współpracowników. Próbowali oni przedstawić oczekiwania Egipcjan na arenie międzynarodowej, w tym na paryskiej konferencji pokojowej (stąd nazwa partii). 
Po uzyskaniu w 1922 przez Egipt częściowej suwerenności Wafd stał się wiodącą siłą polityczną w kraju. W 1924 wygrał wybory, a Zaghlul został premierem. Po jego śmierci przywódcą partii przez ćwierć wieku był Mustafa an-Nahhas, czterokrotny premier Egiptu. Przestała działać po wojskowym zamachu stanu w 1952.

## Przywódcy
- Sad Zaghlul (1919–1927)
- Mustafa an-Nahhas (1927–1952)